# 神戸市立南落合小学校
神戸市立南落合小学校（こうべしりつみなみおちあいしょうがっこう）は、兵庫県神戸市須磨区南落合3丁目にある公立小学校。

## 概要
2017年度の総児童数は404人（14学級）、教員数は22人、職員数は1人、教員一人当たり生徒数18.4人である。一部学年は、教科担任制である。

## 沿革
- 1983年
  - 4月8日 - 神戸市立花谷小学校より分離、南落合小学校開校
  - 9月5日 - 校歌・校旗・校章完成
- 1995年1月17日 - 兵庫県南部地震発生
- 1996年1月22日 - 震災復旧工事完了

## 教育目標
- 豊かな心と体で未来を切り拓く子  ―自ら学ぶ子 共に生きる子 たくましい子―

## 学校行事
| - 4月 始業式・入学式 - 5月 - 6月 運動会 | - 7月 終業式 - 8月 夏休み - 9月 始業式 | - 10月 - 11月 音楽会 - 12月 終業式 | - 1月 始業式 - 2月 - 3月 卒業式・終業式 |

## 通学区域
- 神戸市須磨区[4]
  - 南落合1〜4丁目、道正台1丁目、竜が台1丁目(うち1～8番地)

## 進学先中学校
- 神戸市立友が丘中学校

## 交通アクセス
- 神戸市営地下鉄西神・山手線 名谷駅から717m、妙法寺駅から774m[5]。
- 神戸市バス 南落合3丁目より

## 校区周辺
- 武蔵谷公園
- 兵庫県道65号線

## 通学区域が隣接している学校
- 神戸市立多井畑小学校
- 神戸市立竜が台小学校
- 神戸市立花谷小学校
- 神戸市立妙法寺小学校